# Liste des gares du réseau Transilien
La liste des gares du réseau Transilien figure dans les tableaux indiqués ci-dessous. La totalité des lignes C, D et E du réseau express régional d'Île-de-France (RER), ainsi qu'une partie des lignes A et B de ce réseau, sont exploitées par la SNCF et font à ce titre partie du réseau Transilien. La liste des gares du RER d'Île-de-France fait l'objet d'une liste séparée.
Pour alléger les tableaux, seules les correspondances avec les transports guidés (métros, RER, tramways, funiculaire, etc.) et les correspondances en étroite relation avec la ligne sont données. Les autres correspondances, notamment avec les lignes de bus, sont reprises dans les articles de chaque gare.

## Gares en service
Le tableau ci-dessous présente la situation existante, en faisant abstraction de tout ce qui est à l'état de projet ou en construction.
| Gare                                     | Ligne                                                                              | Rang par ligne et géographique | Zone | Commune                                        | Correspondance                                                  |
| ---------------------------------------- | ---------------------------------------------------------------------------------- | ------------------------------ | ---- | ---------------------------------------------- | --------------------------------------------------------------- |
| Paris-Nord                               | Transilien · Ligne H du Transilien · Ligne K du Transilien                         | 1                              | 1    | Paris 10e                                      | (La Chapelle, à distance) (Magenta) Grandes lignes              |
| Saint-Denis                              | Transilien · Ligne H du Transilien                                                 | 2                              | 3    | Saint-Denis                                    | (RER) · (D) · (T) · (1) · (8)                                   |
| Épinay - Villetaneuse                    | Transilien · Ligne H du Transilien                                                 | 3                              | 3    | Épinay-sur-Seine, Montmagny                    | (T) · (11)                                                      |
| Deuil - Montmagny                        | Transilien · Ligne H du Transilien                                                 | 4                              | 4    | Deuil-la-Barre                                 |                                                                 |
| Groslay                                  | Transilien · Ligne H du Transilien                                                 | 5                              | 4    | Groslay                                        |                                                                 |
| Sarcelles - Saint-Brice                  | Transilien · Ligne H du Transilien                                                 | 6                              | 4    | Saint-Brice-sous-Forêt, Sarcelles              |                                                                 |
| Écouen - Ézanville                       | Transilien · Ligne H du Transilien                                                 | 7                              | 4    | Ézanville                                      |                                                                 |
| Domont                                   | Transilien · Ligne H du Transilien                                                 | 8                              | 4    | Domont                                         |                                                                 |
| Bouffémont - Moisselles                  | Transilien · Ligne H du Transilien                                                 | 9                              | 5    | Bouffémont                                     |                                                                 |
| Montsoult - Maffliers                    | Transilien · Ligne H du Transilien                                                 | 10                             | 5    | Montsoult                                      |                                                                 |
| Villaines                                | Transilien · Ligne H du Transilien                                                 | 11                             | 5    | Villaines-sous-Bois                            |                                                                 |
| Belloy - Saint-Martin                    | Transilien · Ligne H du Transilien                                                 | 12                             | 5    | Belloy-en-France                               |                                                                 |
| Viarmes                                  | Transilien · Ligne H du Transilien                                                 | 13                             | 5    | Viarmes                                        |                                                                 |
| Seugy                                    | Transilien · Ligne H du Transilien                                                 | 14                             | 5    | Seugy                                          |                                                                 |
| Luzarches                                | Transilien · Ligne H du Transilien                                                 | 15                             | 5    | Luzarches                                      |                                                                 |
| Presles-Courcelles                       | Transilien · Ligne H du Transilien                                                 | 16                             | 5    | Presles                                        |                                                                 |
| Nointel - Mours                          | Transilien · Ligne H du Transilien                                                 | 17                             | 5    | Nointel                                        |                                                                 |
| Persan - Beaumont                        | Transilien · Ligne H du Transilien                                                 | 18                             | 5    | Persan                                         | TER Hauts-de-France                                             |
| La Barre - Ormesson                      | Transilien · Ligne H du Transilien                                                 | 19                             | 4    | Deuil-la-Barre                                 |                                                                 |
| Enghien-les-Bains                        | Transilien · Ligne H du Transilien                                                 | 20                             | 4    | Enghien-les-Bains                              |                                                                 |
| Champ de courses d'Enghien               | Transilien · Ligne H du Transilien                                                 | 21                             | 4    | Soisy-sous-Montmorency                         |                                                                 |
| Ermont - Eaubonne                        | Transilien · Ligne H du Transilien · Ligne J du Transilien                         | 22                             | 4    | Ermont, Eaubonne                               | (RER) · (C)                                                     |
| Ermont-Halte                             | Transilien · Ligne H du Transilien                                                 | 23                             | 4    | Ermont                                         |                                                                 |
| Gros Noyer - Saint-Prix                  | Transilien · Ligne H du Transilien                                                 | 24                             | 4    | Ermont                                         |                                                                 |
| Saint-Leu-la-Forêt                       | Transilien · Ligne H du Transilien                                                 | 25                             | 4    | Saint-Leu-la-Forêt                             |                                                                 |
| Vaucelles                                | Transilien · Ligne H du Transilien                                                 | 26                             | 4    | Taverny                                        |                                                                 |
| Taverny                                  | Transilien · Ligne H du Transilien                                                 | 27                             | 4    | Taverny                                        |                                                                 |
| Bessancourt                              | Transilien · Ligne H du Transilien                                                 | 28                             | 5    | Bessancourt                                    |                                                                 |
| Frépillon                                | Transilien · Ligne H du Transilien                                                 | 29                             | 5    | Frépillon                                      |                                                                 |
| Méry-sur-Oise                            | Transilien · Ligne H du Transilien                                                 | 30                             | 5    | Méry-sur-Oise                                  |                                                                 |
| Mériel                                   | Transilien · Ligne H du Transilien                                                 | 31                             | 5    | Mériel                                         |                                                                 |
| Valmondois                               | Transilien · Ligne H du Transilien                                                 | 32                             | 5    | Butry-sur-Oise                                 |                                                                 |
| Cernay                                   | Transilien · Ligne H du Transilien                                                 | 33                             | 4    | Ermont                                         | (RER) · (C)                                                     |
| Franconville - Le Plessis-Bouchard       | Transilien · Ligne H du Transilien                                                 | 34                             | 4    | Franconville                                   | (RER) · (C)                                                     |
| Montigny - Beauchamp                     | Transilien · Ligne H du Transilien                                                 | 35                             | 4    | Montigny-lès-Cormeilles, Beauchamp, Pierrelaye | (RER) · (C)                                                     |
| Pierrelaye                               | Transilien · Ligne H du Transilien                                                 | 36                             | 5    | Pierrelaye                                     | (RER) · (C)                                                     |
| Saint-Ouen-l'Aumône - Liesse             | Transilien · Ligne H du Transilien                                                 | 37                             | 5    | Saint-Ouen-l'Aumône                            | (RER) · (C)                                                     |
| Saint-Ouen-l'Aumône                      | Transilien · Ligne H du Transilien                                                 | 38                             | 5    | Saint-Ouen-l'Aumône                            | (RER) · (C)                                                     |
| Pontoise                                 | Transilien · Ligne H du Transilien · Ligne J du Transilien                         | 39                             | 5    | Pontoise                                       | (RER) · (C)                                                     |
| Épluches                                 | Transilien · Ligne H du Transilien                                                 | 40                             | 5    | Saint-Ouen-l'Aumône                            |                                                                 |
| Pont-Petit                               | Transilien · Ligne H du Transilien                                                 | 41                             | 5    | Saint-Ouen-l'Aumône                            |                                                                 |
| Chaponval                                | Transilien · Ligne H du Transilien                                                 | 42                             | 5    | Auvers-sur-Oise                                |                                                                 |
| Auvers-sur-Oise                          | Transilien · Ligne H du Transilien                                                 | 43                             | 5    | Auvers-sur-Oise                                |                                                                 |
| L'Isle-Adam - Parmain                    | Transilien · Ligne H du Transilien                                                 | 44                             | 5    | Parmain, L'Isle-Adam                           |                                                                 |
| Champagne-sur-Oise                       | Transilien · Ligne H du Transilien                                                 | 45                             | 5    | Champagne-sur-Oise                             |                                                                 |
| Bruyères-sur-Oise                        | Transilien · Ligne H du Transilien                                                 | 46                             | 5    | Bruyères-sur-Oise                              |                                                                 |
| Boran-sur-Oise                           | Transilien · Ligne H du Transilien                                                 | 47                             | *    | Boran-sur-Oise                                 |                                                                 |
| Précy-sur-Oise                           | Transilien · Ligne H du Transilien                                                 | 48                             | *    | Précy-sur-Oise                                 |                                                                 |
| Saint-Leu-d'Esserent                     | Transilien · Ligne H du Transilien                                                 | 49                             | *    | Saint-Leu-d'Esserent                           |                                                                 |
| Creil                                    | Transilien · Ligne H du Transilien                                                 | 50                             | *    | Creil                                          | Grandes lignes                                                  |
| Paris-Saint-Lazare                       | Transilien · Ligne J du Transilien · Ligne L du Transilien                         | 51                             | 1    | Paris 8e                                       | (Haussmann - Saint-Lazare) TER Normandie                        |
| Asnières-sur-Seine                       | Transilien · Ligne J du Transilien · Ligne L du Transilien                         | 52                             | 3    | Asnières-sur-Seine                             |                                                                 |
| Bois-Colombes                            | Transilien · Ligne J du Transilien                                                 | 53                             | 3    | Bois-Colombes                                  |                                                                 |
| Colombes                                 | Transilien · Ligne J du Transilien                                                 | 54                             | 3    | Colombes                                       |                                                                 |
| Le Stade                                 | Transilien · Ligne J du Transilien                                                 | 55                             | 3    | Colombes                                       |                                                                 |
| Argenteuil                               | Transilien · Ligne J du Transilien                                                 | 56                             | 4    | Argenteuil                                     |                                                                 |
| Sannois                                  | Transilien · Ligne J du Transilien                                                 | 57                             | 4    | Sannois                                        |                                                                 |
| Val d'Argenteuil                         | Transilien · Ligne J du Transilien                                                 | 58                             | 4    | Argenteuil                                     |                                                                 |
| Cormeilles-en-Parisis                    | Transilien · Ligne J du Transilien                                                 | 59                             | 4    | Cormeilles-en-Parisis                          |                                                                 |
| La Frette - Montigny                     | Transilien · Ligne J du Transilien                                                 | 60                             | 4    | La Frette-sur-Seine                            |                                                                 |
| Herblay                                  | Transilien · Ligne J du Transilien                                                 | 61                             | 4    | Herblay-sur-Seine                              |                                                                 |
| Conflans-Sainte-Honorine                 | Transilien · Ligne J du Transilien                                                 | 62                             | 5    | Conflans-Sainte-Honorine                       |                                                                 |
| Éragny - Neuville                        | Transilien · Ligne J du Transilien                                                 | 63                             | 5    | Éragny                                         |                                                                 |
| Saint-Ouen-l'Aumône-Quartier de l'Église | Transilien · Ligne J du Transilien                                                 | 64                             | 5    | Saint-Ouen-l'Aumône                            |                                                                 |
| Osny                                     | Transilien · Ligne J du Transilien                                                 | 65                             | 5    | Osny                                           |                                                                 |
| Boissy-l'Aillerie                        | Transilien · Ligne J du Transilien                                                 | 66                             | 5    | Boissy-l'Aillerie                              |                                                                 |
| Montgeroult - Courcelles                 | Transilien · Ligne J du Transilien                                                 | 67                             | 5    | Montgeroult                                    |                                                                 |
| Us                                       | Transilien · Ligne J du Transilien                                                 | 68                             | 5    | Us                                             |                                                                 |
| Santeuil - Le Perchay                    | Transilien · Ligne J du Transilien                                                 | 69                             | 5    | Santeuil                                       |                                                                 |
| Chars                                    | Transilien · Ligne J du Transilien                                                 | 70                             | 5    | Chars                                          |                                                                 |
| Lavilletertre                            | Transilien · Ligne J du Transilien                                                 | 71                             | *    | Lavilletertre                                  |                                                                 |
| Liancourt-Saint-Pierre                   | Transilien · Ligne J du Transilien                                                 | 72                             | *    | Liancourt-Saint-Pierre                         |                                                                 |
| Chaumont-en-Vexin                        | Transilien · Ligne J du Transilien                                                 | 73                             | *    | Chaumont-en-Vexin                              |                                                                 |
| Trie-Château                             | Transilien · Ligne J du Transilien                                                 | 74                             | *    | Trie-Château                                   |                                                                 |
| Gisors                                   | Transilien · Ligne J du Transilien                                                 | 75                             | *    | Gisors                                         |                                                                 |
| Conflans-Fin-d'Oise                      | Transilien · Ligne J du Transilien · Ligne L du Transilien                         | 76                             | 5    | Conflans-Sainte-Honorine                       | (RER) · (A)                                                     |
| Maurecourt                               | Transilien · Ligne J du Transilien                                                 | 77                             | 5    | Andrésy                                        |                                                                 |
| Andrésy                                  | Transilien · Ligne J du Transilien                                                 | 78                             | 5    | Andrésy                                        |                                                                 |
| Chanteloup-les-Vignes                    | Transilien · Ligne J du Transilien                                                 | 79                             | 5    | Chanteloup-les-Vignes                          |                                                                 |
| Triel-sur-Seine                          | Transilien · Ligne J du Transilien                                                 | 80                             | 5    | Triel-sur-Seine                                |                                                                 |
| Vaux-sur-Seine                           | Transilien · Ligne J du Transilien                                                 | 81                             | 5    | Vaux-sur-Seine                                 |                                                                 |
| Thun-le-Paradis                          | Transilien · Ligne J du Transilien                                                 | 82                             | 5    | Meulan-en-Yvelines                             |                                                                 |
| Meulan - Hardricourt                     | Transilien · Ligne J du Transilien                                                 | 83                             | 5    | Hardricourt                                    |                                                                 |
| Juziers                                  | Transilien · Ligne J du Transilien                                                 | 84                             | 5    | Juziers                                        |                                                                 |
| Gargenville                              | Transilien · Ligne J du Transilien                                                 | 85                             | 5    | Gargenville                                    |                                                                 |
| Issou - Porcheville                      | Transilien · Ligne J du Transilien                                                 | 86                             | 5    | Issou                                          |                                                                 |
| Limay                                    | Transilien · Ligne J du Transilien                                                 | 87                             | 5    | Limay                                          |                                                                 |
| Mantes-Station                           | Transilien · Ligne J du Transilien                                                 | 88                             | 5    | Mantes-la-Jolie, Mantes-la-Ville               |                                                                 |
| Mantes-la-Jolie                          | Transilien · Ligne J du Transilien · Ligne N du Transilien                         | 89                             | 5    | Mantes-la-Jolie, Mantes-la-Ville, Buchelay     | Grandes lignes                                                  |
| Houilles - Carrières-sur-Seine           | Transilien · Ligne J du Transilien · Ligne L du Transilien                         | 90                             | 4    | Houilles, Carrières-sur-Seine                  | (RER) · (A)                                                     |
| Poissy                                   | Transilien · Ligne J du Transilien                                                 | 91                             | 5    | Poissy                                         | (RER) · (A)                                                     |
| Villennes-sur-Seine                      | Transilien · Ligne J du Transilien                                                 | 92                             | 5    | Villennes-sur-Seine                            |                                                                 |
| Vernouillet - Verneuil                   | Transilien · Ligne J du Transilien                                                 | 93                             | 5    | Verneuil-sur-Seine                             |                                                                 |
| Les Clairières de Verneuil               | Transilien · Ligne J du Transilien                                                 | 94                             | 5    | Verneuil-sur-Seine                             |                                                                 |
| Les Mureaux                              | Transilien · Ligne J du Transilien                                                 | 95                             | 5    | Les Mureaux                                    |                                                                 |
| Aubergenville-Élisabethville             | Transilien · Ligne J du Transilien                                                 | 96                             | 5    | Aubergenville                                  |                                                                 |
| Épône - Mézières                         | Transilien · Ligne J du Transilien · Ligne N du Transilien                         | 97                             | 5    | Épône, Mézières-sur-Seine                      |                                                                 |
| Rosny-sur-Seine                          | Transilien · Ligne J du Transilien                                                 | 98                             | 5    | Rosny-sur-Seine                                | TER Normandie                                                   |
| Bonnières                                | Transilien · Ligne J du Transilien                                                 | 99                             | 5    | Bonnières-sur-Seine                            | TER Normandie                                                   |
| Vernon - Giverny                         | Transilien · Ligne J du Transilien                                                 | 100                            | *    | Vernon                                         | TER Normandie                                                   |
| Aulnay-sous-Bois                         | Transilien · Ligne K du Transilien                                                 | 101                            | 4    | Aulnay-sous-Bois                               | (RER) · (B) · (T) · (4)                                         |
| Mitry - Claye                            | Transilien · Ligne K du Transilien                                                 | 102                            | 5    | Mitry-Mory                                     | (RER) · (B)                                                     |
| Compans                                  | Transilien · Ligne K du Transilien                                                 | 103                            | 5    | Compans                                        |                                                                 |
| Thieux - Nantouillet                     | Transilien · Ligne K du Transilien                                                 | 104                            | 5    | Thieux                                         |                                                                 |
| Dammartin - Juilly - Saint-Mard          | Transilien · Ligne K du Transilien                                                 | 105                            | 5    | Saint-Mard                                     | TER Hauts-de-France                                             |
| Le Plessis-Belleville                    | Transilien · Ligne K du Transilien                                                 | 106                            | *    | Le Plessis-Belleville                          | TER Hauts-de-France                                             |
| Nanteuil-le-Haudouin                     | Transilien · Ligne K du Transilien                                                 | 107                            | *    | Nanteuil-le-Haudouin                           | TER Hauts-de-France                                             |
| Ormoy-Villers                            | Transilien · Ligne K du Transilien                                                 | 108                            | *    | Ormoy-Villers                                  |                                                                 |
| Crépy-en-Valois                          | Transilien · Ligne K du Transilien                                                 | 109                            | *    | Crépy-en-Valois                                | TER Hauts-de-France                                             |
| Pont-Cardinet                            | Transilien · Ligne L du Transilien                                                 | 110                            | 1    | Paris 17e                                      | (M) · (14)                                                      |
| Clichy - Levallois                       | Transilien · Ligne L du Transilien                                                 | 111                            | 2    | Clichy, Levallois-Perret                       |                                                                 |
| Bécon-les-Bruyères                       | Transilien · Ligne L du Transilien                                                 | 112                            | 3    | Courbevoie                                     |                                                                 |
| Les Vallées                              | Transilien · Ligne L du Transilien                                                 | 113                            | 3    | Bois-Colombes, Colombes, La Garenne-Colombes   |                                                                 |
| La Garenne-Colombes                      | Transilien · Ligne L du Transilien                                                 | 114                            | 3    | La Garenne-Colombes, Colombes                  |                                                                 |
| Nanterre-Université                      | Transilien · Ligne L du Transilien                                                 | 115                            | 3    | Nanterre                                       | (RER) · (A)                                                     |
| Sartrouville                             | Transilien · Ligne L du Transilien                                                 | 116                            | 4    | Sartrouville                                   | (RER) · (A)                                                     |
| Maisons-Laffitte                         | Transilien · Ligne L du Transilien                                                 | 117                            | 4    | Maisons-Laffitte                               | (RER) · (A)                                                     |
| Achères-Ville                            | Transilien · Ligne L du Transilien                                                 | 118                            | 5    | Achères                                        | (RER) · (A)                                                     |
| Neuville-Université                      | Transilien · Ligne L du Transilien                                                 | 119                            | 5    | Neuville-sur-Oise                              | (RER) · (A)                                                     |
| Cergy-Préfecture                         | Transilien · Ligne L du Transilien                                                 | 120                            | 5    | Cergy                                          | (RER) · (A)                                                     |
| Cergy-Saint-Christophe                   | Transilien · Ligne L du Transilien                                                 | 121                            | 5    | Cergy                                          | (RER) · (A)                                                     |
| Cergy-le-Haut                            | Transilien · Ligne L du Transilien                                                 | 122                            | 5    | Cergy                                          | (RER) · (A)                                                     |
| Courbevoie                               | Transilien · Ligne L du Transilien                                                 | 123                            | 3    | Courbevoie                                     |                                                                 |
| La Défense                               | Transilien · Ligne L du Transilien · Ligne U du Transilien                         | 124                            | 3    | Puteaux                                        | (M) · (1) · (RER) · (A) · (E) · (T) · (2)                       |
| Puteaux                                  | Transilien · Ligne L du Transilien · Ligne U du Transilien                         | 125                            | 3    | Puteaux                                        | (T) · (2)                                                       |
| Suresnes-Mont-Valérien                   | Transilien · Ligne L du Transilien · Ligne U du Transilien                         | 126                            | 3    | Suresnes                                       | (Suresnes - Longchamp, à distance)                              |
| Le Val d'Or                              | Transilien · Ligne L du Transilien                                                 | 127                            | 3    | Saint-Cloud                                    | (Les Coteaux, à distance)                                       |
| Saint-Cloud                              | Transilien · Ligne L du Transilien · Ligne U du Transilien                         | 128                            | 3    | Saint-Cloud                                    | (Parc de Saint-Cloud, à distance)                               |
| Garches - Marnes-la-Coquette             | Transilien · Ligne L du Transilien                                                 | 129                            | 3    | Garches                                        |                                                                 |
| Vaucresson                               | Transilien · Ligne L du Transilien                                                 | 130                            | 4    | Vaucresson                                     |                                                                 |
| La Celle-Saint-Cloud                     | Transilien · Ligne L du Transilien                                                 | 131                            | 4    | La Celle-Saint-Cloud                           |                                                                 |
| Bougival                                 | Transilien · Ligne L du Transilien                                                 | 132                            | 4    | La Celle-Saint-Cloud                           |                                                                 |
| Louveciennes                             | Transilien · Ligne L du Transilien                                                 | 133                            | 4    | Louveciennes                                   |                                                                 |
| Marly-le-Roi                             | Transilien · Ligne L du Transilien                                                 | 134                            | 4    | Marly-le-Roi                                   |                                                                 |
| L'Étang-la-Ville                         | Transilien · Ligne L du Transilien                                                 | 135                            | 5    | L'Étang-la-Ville                               |                                                                 |
| Saint-Nom-la-Bretèche - Forêt de Marly   | Transilien · Ligne L du Transilien                                                 | 136                            | 5    | L'Étang-la-Ville                               | (T) · (13)                                                      |
| Sèvres - Ville-d'Avray                   | Transilien · Ligne L du Transilien · Ligne U du Transilien                         | 137                            | 3    | Sèvres                                         |                                                                 |
| Chaville-Rive-Droite                     | Transilien · Ligne L du Transilien · Ligne U du Transilien                         | 138                            | 3    | Chaville                                       |                                                                 |
| Viroflay-Rive-Droite                     | Transilien · Ligne L du Transilien                                                 | 139                            | 3    | Viroflay                                       | (T) · (6)                                                       |
| Montreuil                                | Transilien · Ligne L du Transilien                                                 | 140                            | 4    | Versailles                                     |                                                                 |
| Versailles-Rive-Droite                   | Transilien · Ligne L du Transilien                                                 | 141                            | 4    | Versailles                                     |                                                                 |
| Paris-Montparnasse                       | Transilien · Ligne N du Transilien                                                 | 142                            | 1    | Paris 14e, 15e                                 | (Montparnasse - Bienvenüe) Grandes lignes                       |
| Vanves - Malakoff                        | Transilien · Ligne N du Transilien                                                 | 143                            | 2    | Vanves                                         |                                                                 |
| Clamart                                  | Transilien · Ligne N du Transilien                                                 | 144                            | 2    | Clamart                                        |                                                                 |
| Meudon                                   | Transilien · Ligne N du Transilien                                                 | 145                            | 3    | Meudon                                         |                                                                 |
| Bellevue                                 | Transilien · Ligne N du Transilien                                                 | 146                            | 3    | Meudon                                         |                                                                 |
| Sèvres-Rive-Gauche                       | Transilien · Ligne N du Transilien                                                 | 147                            | 3    | Sèvres                                         |                                                                 |
| Chaville-Rive-Gauche                     | Transilien · Ligne N du Transilien                                                 | 148                            | 3    | Chaville                                       |                                                                 |
| Viroflay-Rive-Gauche                     | Transilien · Ligne N du Transilien                                                 | 149                            | 3    | Viroflay                                       | (RER) · (C) · (T) · (6)                                         |
| Versailles-Chantiers                     | Transilien · Ligne N du Transilien · Ligne U du Transilien · Ligne V du Transilien | 150                            | 4    | Versailles                                     | Grandes lignes                                                  |
| Saint-Cyr                                | Transilien · Ligne N du Transilien · Ligne U du Transilien                         | 151                            | 5    | Saint-Cyr-l'École, Versailles                  | (RER) · (C) · (T) · (13)                                        |
| Fontenay-le-Fleury                       | Transilien · Ligne N du Transilien                                                 | 152                            | 5    | Fontenay-le-Fleury                             |                                                                 |
| Villepreux - Les Clayes                  | Transilien · Ligne N du Transilien                                                 | 153                            | 5    | Les Clayes-sous-Bois                           |                                                                 |
| Plaisir - Les Clayes                     | Transilien · Ligne N du Transilien                                                 | 154                            | 5    | Plaisir                                        |                                                                 |
| Plaisir - Grignon                        | Transilien · Ligne N du Transilien                                                 | 155                            | 5    | Plaisir                                        |                                                                 |
| Villiers - Neauphle - Pontchartrain      | Transilien · Ligne N du Transilien                                                 | 156                            | 5    | Villiers-Saint-Frédéric                        |                                                                 |
| Montfort-l'Amaury - Méré                 | Transilien · Ligne N du Transilien                                                 | 157                            | 5    | Méré                                           |                                                                 |
| Garancières - La Queue                   | Transilien · Ligne N du Transilien                                                 | 158                            | 5    | Garancières                                    |                                                                 |
| Orgerus - Béhoust                        | Transilien · Ligne N du Transilien                                                 | 159                            | 5    | Orgerus                                        |                                                                 |
| Tacoignières - Richebourg                | Transilien · Ligne N du Transilien                                                 | 160                            | 5    | Tacoignières                                   |                                                                 |
| Houdan                                   | Transilien · Ligne N du Transilien                                                 | 161                            | 5    | Houdan                                         |                                                                 |
| Marchezais - Broué                       | Transilien · Ligne N du Transilien                                                 | 162                            | *    | Broué                                          |                                                                 |
| Dreux                                    | Transilien · Ligne N du Transilien                                                 | 163                            | *    | Dreux                                          | TER Normandie                                                   |
| Beynes                                   | Transilien · Ligne N du Transilien                                                 | 164                            | 5    | Beynes                                         |                                                                 |
| Mareil-sur-Mauldre                       | Transilien · Ligne N du Transilien                                                 | 165                            | 5    | Mareil-sur-Mauldre                             |                                                                 |
| Maule                                    | Transilien · Ligne N du Transilien                                                 | 166                            | 5    | Maule                                          |                                                                 |
| Nézel - Aulnay                           | Transilien · Ligne N du Transilien                                                 | 167                            | 5    | Nézel                                          |                                                                 |
| Saint-Quentin-en-Yvelines                | Transilien · Ligne N du Transilien · Ligne U du Transilien                         | 168                            | 5    | Montigny-le-Bretonneux                         | TER Centre-Val de Loire                                         |
| Trappes                                  | Transilien · Ligne N du Transilien · Ligne U du Transilien                         | 169                            | 5    | Trappes                                        |                                                                 |
| La Verrière                              | Transilien · Ligne N du Transilien · Ligne U du Transilien                         | 170                            | 5    | La Verrière                                    |                                                                 |
| Coignières                               | Transilien · Ligne N du Transilien                                                 | 171                            | 5    | Coignières                                     |                                                                 |
| Les Essarts-le-Roi                       | Transilien · Ligne N du Transilien                                                 | 172                            | 5    | Les Essarts-le-Roi                             |                                                                 |
| Le Perray                                | Transilien · Ligne N du Transilien                                                 | 173                            | 5    | Le Perray-en-Yvelines                          |                                                                 |
| Rambouillet                              | Transilien · Ligne N du Transilien                                                 | 174                            | 5    | Rambouillet                                    | TER Centre-Val de Loire                                         |
| Paris-Est                                | Transilien · Ligne P du Transilien                                                 | 175                            | 1    | Paris 10e                                      | (Château-Landon) (Magenta, par la voie publique) Grandes lignes |
| Chelles - Gournay                        | Transilien · Ligne P du Transilien                                                 | 176                            | 4    | Chelles                                        | (RER) · (E)                                                     |
| Vaires - Torcy                           | Transilien · Ligne P du Transilien                                                 | 177                            | 5    | Vaires-sur-Marne                               |                                                                 |
| Lagny - Thorigny                         | Transilien · Ligne P du Transilien                                                 | 178                            | 5    | Thorigny-sur-Marne, Pomponne                   |                                                                 |
| Esbly                                    | Transilien · Ligne P du Transilien                                                 | 179                            | 5    | Esbly                                          | (T) · (14)                                                      |
| Meaux                                    | Transilien · Ligne P du Transilien                                                 | 180                            | 5    | Meaux                                          |                                                                 |
| Trilport                                 | Transilien · Ligne P du Transilien                                                 | 181                            | 5    | Trilport                                       |                                                                 |
| Changis - Saint-Jean                     | Transilien · Ligne P du Transilien                                                 | 182                            | 5    | Changis-sur-Marne                              |                                                                 |
| La Ferté-sous-Jouarre                    | Transilien · Ligne P du Transilien                                                 | 183                            | 5    | La Ferté-sous-Jouarre                          | TER Grand Est                                                   |
| Nanteuil - Saâcy                         | Transilien · Ligne P du Transilien                                                 | 184                            | 5    | Saâcy-sur-Marne                                |                                                                 |
| Nogent-l'Artaud - Charly                 | Transilien · Ligne P du Transilien                                                 | 185                            | *    | Nogent-l'Artaud                                |                                                                 |
| Chézy-sur-Marne                          | Transilien · Ligne P du Transilien                                                 | 186                            | *    | Chézy-sur-Marne                                |                                                                 |
| Château-Thierry                          | Transilien · Ligne P du Transilien                                                 | 187                            | *    | Château-Thierry                                | TER Grand Est                                                   |
| Isles - Armentières - Congis             | Transilien · Ligne P du Transilien                                                 | 188                            | 5    | Isles-les-Meldeuses                            |                                                                 |
| Lizy-sur-Ourcq                           | Transilien · Ligne P du Transilien                                                 | 189                            | 5    | Lizy-sur-Ourcq                                 |                                                                 |
| Crouy-sur-Ourcq                          | Transilien · Ligne P du Transilien                                                 | 190                            | 5    | Crouy-sur-Ourcq                                |                                                                 |
| Mareuil-sur-Ourcq                        | Transilien · Ligne P du Transilien                                                 | 191                            | *    | Mareuil-sur-Ourcq                              |                                                                 |
| La Ferté-Milon                           | Transilien · Ligne P du Transilien                                                 | 192                            | *    | La Ferté-Milon                                 |                                                                 |
| Tournan                                  | Transilien · Ligne P du Transilien                                                 | 193                            | 5    | Tournan-en-Brie                                | (RER) · (E)                                                     |
| Marles-en-Brie                           | Transilien · Ligne P du Transilien                                                 | 194                            | 5    | La Houssaye-en-Brie                            |                                                                 |
| Mortcerf                                 | Transilien · Ligne P du Transilien                                                 | 195                            | 5    | Mortcerf                                       |                                                                 |
| Guérard - La Celle-sur-Morin             | Transilien · Ligne P du Transilien                                                 | 196                            | 5    | Guérard                                        |                                                                 |
| Faremoutiers - Pommeuse                  | Transilien · Ligne P du Transilien                                                 | 197                            | 5    | Pommeuse                                       |                                                                 |
| Mouroux                                  | Transilien · Ligne P du Transilien                                                 | 198                            | 5    | Mouroux                                        |                                                                 |
| Coulommiers                              | Transilien · Ligne P du Transilien                                                 | 199                            | 5    | Coulommiers                                    |                                                                 |
| Verneuil-l'Étang                         | Transilien · Ligne P du Transilien                                                 | 200                            | 5    | Verneuil-l'Étang                               |                                                                 |
| Mormant                                  | Transilien · Ligne P du Transilien                                                 | 201                            | 5    | Mormant                                        |                                                                 |
| Nangis                                   | Transilien · Ligne P du Transilien                                                 | 202                            | 5    | Nangis                                         |                                                                 |
| Longueville                              | Transilien · Ligne P du Transilien                                                 | 203                            | 5    | Longueville                                    | TER Grand Est, train touristique                                |
| Sainte-Colombe-Septveilles               | Transilien · Ligne P du Transilien                                                 | 204                            | 5    | Sainte-Colombe                                 |                                                                 |
| Champbenoist - Poigny                    | Transilien · Ligne P du Transilien                                                 | 205                            | 5    | Poigny                                         |                                                                 |
| Provins                                  | Transilien · Ligne P du Transilien                                                 | 206                            | 5    | Provins                                        | Train touristique                                               |
| Paris-Gare-de-Lyon                       | Transilien · Ligne R du Transilien                                                 | 207                            | 1    | Paris 12e                                      | Grandes lignes                                                  |
| Melun                                    | Transilien · Ligne R du Transilien                                                 | 208                            | 5    | Melun                                          | TER Bourgogne-Franche-Comté                                     |
| Bois-le-Roi                              | Transilien · Ligne R du Transilien                                                 | 209                            | 5    | Bois-le-Roi                                    | TER Bourgogne-Franche-Comté                                     |
| Fontainebleau-Forêt                      | Transilien · Ligne R du Transilien                                                 | 210                            | 5    | Fontainebleau                                  |                                                                 |
| Fontainebleau - Avon                     | Transilien · Ligne R du Transilien                                                 | 211                            | 5    | Avon                                           | TER Bourgogne-Franche-Comté                                     |
| Montereau                                | Transilien · Ligne R du Transilien                                                 | 212                            | 5    | Montereau-Fault-Yonne                          | TER Bourgogne-Franche-Comté                                     |
| Thomery                                  | Transilien · Ligne R du Transilien                                                 | 213                            | 5    | Fontainebleau                                  |                                                                 |
| Moret-Veneux-les-Sablons                 | Transilien · Ligne R du Transilien                                                 | 214                            | 5    | Moret-Loing-et-Orvanne                         | TER Bourgogne-Franche-Comté                                     |
| Saint-Mammès                             | Transilien · Ligne R du Transilien                                                 | 215                            | 5    | Saint-Mammès                                   | TER Bourgogne-Franche-Comté                                     |
| Montigny-sur-Loing                       | Transilien · Ligne R du Transilien                                                 | 216                            | 5    | Montigny-sur-Loing                             |                                                                 |
| Bourron-Marlotte - Grez                  | Transilien · Ligne R du Transilien                                                 | 217                            | 5    | Bourron-Marlotte                               |                                                                 |
| Nemours - Saint-Pierre                   | Transilien · Ligne R du Transilien                                                 | 218                            | 5    | Saint-Pierre-lès-Nemours                       | TER Centre-Val de Loire                                         |
| Bagneaux-sur-Loing                       | Transilien · Ligne R du Transilien                                                 | 219                            | 5    | Bagneaux-sur-Loing                             |                                                                 |
| Souppes - Château-Landon                 | Transilien · Ligne R du Transilien                                                 | 220                            | 5    | Souppes-sur-Loing                              |                                                                 |
| Dordives                                 | Transilien · Ligne R du Transilien                                                 | 221                            | *    | Dordives                                       |                                                                 |
| Ferrières - Fontenay                     | Transilien · Ligne R du Transilien                                                 | 222                            | *    | Fontenay-sur-Loing                             |                                                                 |
| Montargis                                | Transilien · Ligne R du Transilien                                                 | 223                            | *    | Montargis                                      | TER Centre-Val de Loire                                         |
| Livry-sur-Seine                          | Transilien · Ligne R du Transilien                                                 | 224                            | 5    | Livry-sur-Seine                                |                                                                 |
| Chartrettes                              | Transilien · Ligne R du Transilien                                                 | 225                            | 5    | Chartrettes                                    |                                                                 |
| Fontaine-le-Port                         | Transilien · Ligne R du Transilien                                                 | 226                            | 5    | Fontaine-le-Port                               |                                                                 |
| Héricy                                   | Transilien · Ligne R du Transilien                                                 | 227                            | 5    | Héricy                                         |                                                                 |
| Vulaines-sur-Seine - Samoreau            | Transilien · Ligne R du Transilien                                                 | 228                            | 5    | Vulaines-sur-Seine                             |                                                                 |
| Champagne-sur-Seine                      | Transilien · Ligne R du Transilien                                                 | 229                            | 5    | Champagne-sur-Seine                            | TER Bourgogne-Franche-Comté                                     |
| Vernou-sur-Seine                         | Transilien · Ligne R du Transilien                                                 | 230                            | 5    | Vernou-la-Celle-sur-Seine                      |                                                                 |
| La Grande-Paroisse                       | Transilien · Ligne R du Transilien                                                 | 231                            | 5    | La Grande-Paroisse                             |                                                                 |
| Petit Jouy - Les Loges                   | Transilien · Ligne V du Transilien                                                 | 232                            | 4    | Les Loges-en-Josas, Jouy-en-Josas              |                                                                 |
| Jouy-en-Josas                            | Transilien · Ligne V du Transilien                                                 | 233                            | 4    | Jouy-en-Josas                                  |                                                                 |
| Vauboyen                                 | Transilien · Ligne V du Transilien                                                 | 234                            | 4    | Jouy-en-Josas, Bièvres                         |                                                                 |
| Bièvres                                  | Transilien · Ligne V du Transilien                                                 | 235                            | 4    | Bièvres                                        |                                                                 |
| Igny                                     | Transilien · Ligne V du Transilien                                                 | 236                            | 4    | Igny                                           |                                                                 |
| Massy - Palaiseau                        | Transilien · Ligne V du Transilien                                                 | 237                            | 4    | Massy                                          | Grandes lignes (dont Massy TGV)                                 |

* : Gare hors zone de tarification d'Île-de-France.

## Gares fermées
| Gare                                      | Ligne                              | Rang par ligne et géographique | Zone | Commune                           | Particularité                                                                              |
| ----------------------------------------- | ---------------------------------- | ------------------------------ | ---- | --------------------------------- | ------------------------------------------------------------------------------------------ |
| Médan                                     | Transilien · Ligne J du Transilien | 1                              | 5    | Médan                             |                                                                                            |
| Port-Villez                               | Transilien · Ligne J du Transilien | 2                              | 5    | Notre-Dame-de-la-Mer              |                                                                                            |
| Mareil-Marly                              | Transilien · Ligne L du Transilien | 3                              | 4    | Mareil-Marly                      | Rouverte en tant que station du .                                                          |
| Noisy-le-Roi                              | Transilien · Ligne L du Transilien | 4                              | 5    | Noisy-le-Roi                      | Rouverte en tant que station du .                                                          |
| Saint-Germain-en-Laye-Bel-Air - Fourqueux | Transilien · Ligne L du Transilien | 5                              | 4    | Saint-Germain-en-Laye             | Rouverte en tant que station du sous le nom Fourqueux - Bel-Air.                           |
| Saint-Germain-en-Laye-Grande-Ceinture     | Transilien · Ligne L du Transilien | 6                              | 4    | Saint-Germain-en-Laye             | Rouverte en tant que station du sous le nom Lisière Pereire.                               |
| Chailly - Boissy-le-Châtel                | Transilien · Ligne P du Transilien | 7                              | 5    | Chailly-en-Brie, Boissy-le-Châtel | Desserte assurée par cars Transilien.                                                      |
| Chauffry                                  | Transilien · Ligne P du Transilien | 8                              | 5    | Saint-Siméon, Chauffry            | Desserte assurée par cars Transilien.                                                      |
| Saint-Siméon                              | Transilien · Ligne P du Transilien | 9                              | 5    | Saint-Siméon                      | Desserte assurée par cars Transilien.                                                      |
| Saint-Rémy-la-Vanne                       | Transilien · Ligne P du Transilien | 10                             | 5    | Saint-Rémy-de-la-Vanne            | Desserte assurée par cars Transilien.                                                      |
| Jouy-sur-Morin - Le Marais                | Transilien · Ligne P du Transilien | 11                             | 5    | Jouy-sur-Morin                    | Desserte assurée par cars Transilien via trois arrêts : Champgoulin, Eustache et Monument. |
| La Ferté-Gaucher                          | Transilien · Ligne P du Transilien | 12                             | 5    | La Ferté-Gaucher                  | Desserte assurée par cars Transilien.                                                      |
| Les Champs Forts                          | Transilien · Ligne P du Transilien | 13                             | 5    | Esbly                             | Fermée à la demande du collège qu'elle desservait pour cause de dégradations régulières.   |